# Arenaria norvegica
Arenaria norvegica es una especie de bajo crecimiento perteneciente a la familia Caryophyllaceae, originaria del noroeste de Europa. Tiene reconocidas dos subespecies.

## Descripción
A. norvegica es planta ramificada, de crecimiento lento que crece hasta los seis centímetros de altura. La nervadura central de las hojas es indistinto y los márgenes glabros sólo en el tercio más bajo que la distingue de la más parecida Arenaria ciliata.
Arenaria norvegica subsp. anglica
A. norvegica subsp. anglica es una hierba anual o bienal con algunos brotes sin flores. Las hojas son opuestas, estrechamente ovadas o elípticas. Las flores son de 11-23 milímetros de diámetro, con cinco pétalos blancos y tres estilos. La planta florece de mayo a octubre.
Arenaria norvegica subsp. norvegica
A. norvegica subsp. norvegica es una hierba perenne con muchos brotes sin flores. Las hojas son obovadas y las flores de color blanco de unos diez centímetros de diámetro, con cinco pétalos y de tres a cinco estilos.

## Distribución
Ambas subespecies son raras y localizadas. A. norvegica subsp. anglica se limita a las regiones de piedra caliza en el valles de Yorkshire en el Reino Unido.

A. norvegica subsp. norvegica se encuentra en el oeste y el noroeste de Escocia, las islas Shetland, al oeste de Irlanda y Escandinavia y de Islandia.

## Hábitat
Arenaria norvegica subsp. anglica se encuentra en delgados suelos de turba entre las grietas, depresiones o huecos en la piedra caliza de la roca. También se encuentra cada vez más en los húmedos suelos calcáreos y en el suelo arenoso en el borde de las pistas. Por lo general crece entre los pequeños juncos, hierba Cyperaceae y otros miembros de los géneros Sagina y Arenaria. Se clasifica como especies endémicas vulnerables en la Red Data Book. 
Arenaria norvegica subsp. norvegica se encuentra en los sustratos de arena y grava s y también está restringido a la piedra caliza.

## Taxonomía
Arenaria norvegica fue descrita por Johan Ernst Gunnerus y publicado en Flora Norvegica 2: 144 1772.
Citología
Tiene un número de cromosomas de 2n=80.
Etimología
Arenaria: nombre genérico que deriva del término latino arenarius = "de arena, arenoso". Adjetivo sustantivado: la planta a la que J.Bauhin dio este nombre en 1631 vive en terreno arenoso.
norvegica: epíteto geográfico que alude a su localización en Noruega. 
Sinonimia
- Alsine trifolia Baring-Gould ex Bab.[8]